# Ярославский государственный технический университет
Ярославский государственный технический университет (ЯГТУ) — высшее учебное заведение в Ярославле. Один из крупнейших технических вузов Верхневолжского региона России.

## История
Образован в 1944 году как Ярославский технологический институт резиновой промышленности, с 1953 — Ярославский технологический институт, с 1973 — Ярославский политехнический институт, ныне — Ярославский государственный технический университет (ЯГТУ).

## Институты
Институт инженерии и машиностроения
Институт инженерии и машиностроения образован в 2020 году на основе объединения машиностроительного и автомеханического факультетов.
Институт готовит специалистов в области материаловедения и технологии материалов, конструкторско-технологического обеспечения машиностроительного производства, проектирования и разработки технологического оборудования химических и нефтехимических производств, проектирования и производства строительных и дорожных машин, энергетического машиностроения, проектирования и разработки технологий сварочного производства.
В институт инженерии и машиностроения входят 7 кафедр.
Выпускающие кафедры:
— кафедра двигателей внутреннего сгорания;
— кафедра компьютерно-интегрированной технологии машиностроения;
— кафедра строительных и дорожных машин;
— кафедра технологических машин и оборудования;
— кафедра технологии материалов, стандартизации и метрологии.
Общеобразовательные кафедры:
— кафедра начертательной геометрии и инженерной графики;
— кафедра теоретической и прикладной механики.
Обучение ведут 67 преподавателей, из них 30 кандидатов наук, 10 докторов наук, профессоров.
Институт инженеров строительства и транспорта
Строительный факультет был создан в 1968 году. В 1973 году осуществлён первый выпуск дипломированных инженеров по специальности «Промышленное и гражданское строительство». С 1989 года в связи с открытием подготовки специалистов по специальности «Архитектура» факультет был преобразован в Архитектурно-строительный. Институт инженеров строительства и транспорта основан в 2019 году на базе Архитектурно-строительного факультета.
В настоящее время институт осуществляет подготовку специалистов по образовательным программам «Промышленное и гражданское строительство», «Автомобильные дороги» и «Комплексное использование и охрана водных ресурсов». Ведется подготовка магистров по образовательным программам «Проектирование, строительство и эксплуатация зданий и сооружений» и «Комплексное природообустройство и водопользование на устойчивой основе».
Подготовку ведут преподаватели кафедр:
— Автомобильный транспорт,
— Гидротехническое и дорожное строительство,
— Строительные конструкции,
— Технология строительного производства.
Научно-исследовательская работа кафедр направлена на решение проблем градостроительства, совершенствования проектирования и строительства зданий, сооружений и автомобильных дорог, разработку новых строительных материалов и технологий их производства, решение экологических проблем воздушного и водного бассейнов с учётом специфики Ярославского региона.
Выпускником архитектурно-строительного факультета 1976 года является бывший мэр Ярославля В. В. Волончунас.
Институт архитектуры и дизайна
Первый набор на специальность «Архитектура» был произведен в Ярославском политехническом институте в 1989 году. В 2019 г. в связи с реорганизацией Архитектурно-строительного факультета создан Институт архитектуры и дизайна с открытием нового профиля «Дизайн городской среды».
В настоящее время в институте осуществляется подготовка бакалавров по направлению «Архитектура», по образовательным программам «Архитектурное проектирование», «Дизайн городской среды», подготовка магистров по программе: «Архитектурная реставрация и реконструкция».
Деятельность профессорско-преподавательского состава института направлена на формирование архитекторов, дизайнеров и магистров архитектуры с фундаментальной теоретической подготовкой и практическими навыками в деле сохранения архитектурного наследия. Методика обучения основана на углубленном изучении актуальных проблем практической архитектурно-градостроительной деятельности на территории центрального региона России с использованием современных теоретических разработок на основе интенсивного международного сотрудничества.
Институт экономики и менеджмента
Институт экономики и менеджмента создан в 2020 году на базе Инженерно-экономического факультета и готовит специалистов в области экономики, менеджмента, управления качеством и профессионального обучения.
Институт ежегодно проводит международную научно-практическую конференцию, межрегиональную олимпиаду по экономике, менеджменту и управлению качеством и ряд других научных мероприятий. Здесь работает несколько научных сообществ, занимающихся изучением проблем экономики и управления, действует лаборатория макроэкономического планирования и прогнозирования, открытая совместно с отделением Банка России по Ярославской области.
Приоритетными направлениями научных исследований являются:
- «Разработка и принятие управленческих решений в условиях цифровизации»
- «Трансформация социально-экономических процессов в условиях цифровизации»
- «Информационно-коммуникационные технологии в образовании».

На базе Института выпускается электронный научный экономический журнал «Теоретическая экономика», включенный Высшей аттестационной комиссией (ВАК) Министерства образования и науки Российской Федерации в Перечень ведущих рецензируемых научных изданий, в которых должны быть опубликованы основные научные результаты диссертаций на соискание учёной степени доктора и кандидата наук (отрасль науки 08.00.00 — экономические науки).
Институт цифровых систем
Институт цифровых систем создан в 2020 году и включил в себя направления подготовки, связанные с управлением информационной безопасностью, программированием и управлением в технических системах.
В состав Института вошли кафедры «Кибернетика» и «Информационные системы и технологии».
Институт химии и химической технологии
Химико-технологический факультет, основанный в 1944 году, является старейшим структурным подразделением ЯГТУ.
Институт химии и химической технологии создан в 2020 году на базе факультета. Учебный процесс в институте осуществляет научно-педагогический коллектив, включающий более 100 преподавателей, в том числе 27 докторов наук, профессоров, 67 кандидатов наук, доцентов.
В состав института входят 6 выпускающих кафедр, которые реализуют систему обучения, предусматривающую как двухуровневую программу подготовки: бакалавр (4 года) + магистр (2 года), так и обучение в специалитете (5 лет).
Основной сферой деятельности института является подготовка высококвалифицированных кадров по направлениям и специальностям, ориентированным на промышленность города Ярославля, Ярославской области и других регионов.
За большой вклад в развитие химической науки и подготовку инженерно-технических кадров ряд сотрудников факультета и института отмечен Правительством Российской Федерации. Звание Заслуженного деятеля науки и техники Российской Федерации присвоено профессорам Москвичёву Ю. А., Кошелю Г. Н., Турову Б. С., Яблонскому О. П.. Профессора Бычков Б. Н., Индейкин Е. А., Подгорнова В. А., Усачёв С. В. удостоены звания Заслуженного работника высшей школы Российской Федерации. Выпускником факультета 1951 года является Герой Советского Союза С. И. Гребенский.

## Образовательная деятельность
В университете обучается почти 5000 студентов. Ведётся подготовка иностранных студентов. Работает множество научно-педагогических школ. В их рамках ученые университета проводят научно-исследовательскую деятельность в области фундаментальных и прикладных исследований. В выполнении научных работ активное участие принимают студенты. Ежегодно весной в вузе проводится студенческая конференция. Подготовительные курсы различной продолжительности ежегодно принимают более 2000 абитуриентов. Университет открыл совместно с предприятиями и научно-исследовательскими организациями ряд филиалов кафедр и активно налаживает международные связи.
Формы обучения: очная и заочная. По завершении образования студенты получают степени бакалавра, специалиста, магистра. Обучение студентов очной и заочной формы осуществляется на химико-технологическом, машиностроительном, автомеханическом, инженерно-экономическом и заочном факультетах, в институте архитектуры и дизайна, институте инженеров строительства и транспорта более чем по 70 Архивная копия от 9 октября 2019 на Wayback Machine образовательным программам.